# Touchback
Un touchback es un término que pertenece al fútbol americano y fútbol canadiense.  Ocurre cuando el portador del balón es forzado al suelo en su propia zona de anotación.  También se puede realizar un touchback si el portador del balón se arrodilla en su propia zona de anotación, lo cual sirve para terminar la jugada y prevenir heridas potenciales.  Un jugador de la defensa o de los "equipos especiales" que realiza un touchback permite que la ofensiva tome posesión del balón a 25 yardas de su propia zona de anotación.